# Aphanobius melanurus
Aphanobius melanurus là một loài bọ cánh cứng trong họ Elateridae. Loài này được Schwarz miêu tả khoa học lần đầu tiên năm 1896.